# Krab říční
Krab říční (Eriocheir sinensis) čili krab čínský, dříve krab vlnoklepetý (podle plsťovitého pokryvu jeho klepet), je krab z čeledi Varunidae, který pochází z východní Asie. Jako jeden z nejvíce invazních druhů na světě se rozšířil i do Evropy a Severní Ameriky.

## Životní cyklus
Pro tohoto kraba je typická katadromní migrace. Krab říční se rozmnožuje v moři v brakické vodě nedaleko ústí řeky. Prochází několika larválními stadii (prezoea, zoea, megalopa). Ve věku dvou let se mladí krabi vydávají proti proudu řeky (typicky v Jang-c’-ťiang) a postupně během tří let dospívají. Posléze se vrátí po proudu do moře a po dalším kole rozmnožování umírají.

## Stavba
Krunýř (karapax) má čtvercový tvar a dosahuje rozměrů 5–10 cm. Typickým znakem je plstnatý pokryv na klepetech, zejména u samečků. Má žlutou, hnědou nebo vzácně i fialovou barvu. Po dosažení velikosti 2 cm se dají samci a samice rozlišit podle tvaru zadečku, který je u samic širší a zaokrouhlený.

## Invaze
V Evropě se krab říční vyskytuje od začátku 20. století (první nález – řeka Aller, 1912). Rychle se rozšířil nejprve po Severním moři, ale v dalších letech i v úmoří Černého a Kaspického moře. Mimo to se od 90. let vyskytují i na pobřeží USA: nejprve v sanfranciské zátoce (Tichý oceán), v posledních letech i v zátoce Chesapeake v Atlantském oceánu a v řece Delaware. Vyskytuje se samozřejmě i v České republice – nejprve již v 30. letech 20. století, pak přišel v 50. letech útlum, načež v 90. letech populace opět začala sílit. Vyskytuje se v povodí Labe, Ohře a Vltavy. Nálezy z jižní Moravy jsou poměrně záhadné a není jasné, jak se na naše území krabi dostali až tam – zřejmě však přes lodní transport.